# Michele Cuciniello
Michele Cuciniello (Napoli, 1825 circa – Napoli, 1889) è stato un drammaturgo italiano.

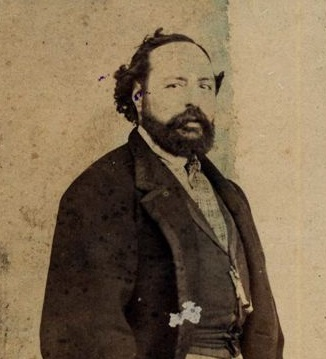
Michele Cuciniello in 1870

Iniziò a scrivere a Parigi, dove in gioventù trascorse un breve periodo in esilio, poi rientrò a Napoli. Scrisse numerosi drammi storici in cui spicca l'attenzione ai problemi sociali. I suoi lavori erano spesso «a tinte forti e di grande effetto scenico». Collaborò in particolare con il Teatro dei Fiorentini. Era anche laureato in architettura.

## Drammi e commedie (parziale)
- Annella di Massimo, dramma storico in quattro atti
- Bianca Maria, o Ambizione e castigo, dramma in quattro atti
- Un capitano al XV secolo, dramma storico in quattro atti ed un prologo
- Caterina II, dramma storico in quattro atti
- Clara di San Ronano, ovvero Un testamento, dramma in quattro atti (tratto dal romanzo St. Ronan's Well di Walter Scott)
- Elnava, dramma storico in un prologo e tre atti
- L'emancipazione del bel sesso, commedia in tre atti
- Enguerrando di Marigny, ovvero Gratitudine e perfidia, dramma storico in un prologo e tre atti
- Ezela o Un'eredità nell'Alabama, dramma in tre atti
- Un'insolente mala lingua, commedia in quattro atti
- La lettura del Don Chisciotte, commedia storica in quattro atti
- Margherita Sarrocchi, dramma in quattro atti
- Maria Giuditta Brancati, dramma popolare in quattro atti
- Marianna o La popolana, dramma in tre atti
- Maria Petrowna, dramma storico in un prologo e tre atti
- La maschera nera, dramma in quattro atti
- Pergolesi, dramma storico in quattro atti
- Rembrandt in famiglia o Genio e avarizia, commedia in quattro atti
- Il segreto di Stella, commedia popolare in due atti
- Lo spagnoletto, dramma in due parti, la prima in tre atti e la seconda in un atto
- Sull'orlo del fosso, commedia in quattro atti
- Il Teatro, dramma in quattro atti
- Tommaso Chatterton o Genio e sventura, dramma in quattro atti